# Inspector Gadget 2
Inspector Gadget 2 è un film direct-to-video del 2002 diretto da Alex Zamm.
Il film è un live action dell'omonima serie animata L'ispettore Gadget.
È il seguito del film L'Ispettore Gadget.

## Trama
Il misterioso criminale, Dr. Artiglio, colpisce proprio quando tutto sembra poter scorrere nella massima tranquillità: ecco perché a Riverton, la “città più sicura d'America”, l'ispettore Gadget è all'erta. La Gadget Mobile, il fido cane Brain e tutti i suoi accessori al posto giusto, a portata di mano.
Tutto comincia con l'arresto di un'innocua vecchietta, per guida non conforme alla legge: il problema è che si tratta della madre del capo della polizia Quimby.
Troppo zelo porta guai, come Gadget sperimenterà sulla propria pelle: dovrà restituire il distintivo e vedersi sostituito da una poliziotta da sballo, G2.